# James Brown Plays James Brown Today & Yesterday
James Brown Plays James Brown Today & Yesterday è il dodicesimo album in studio del cantante statunitense James Brown, pubblicato nel 1965.

## Tracce
1. Papa's Got a Brand New Bag, Pt. 1 – 3:53
2. Papa's Got a Brand New Bag, Pt. 2 – 4:26
3. Oh Baby Don’t You Weep – 6:46
4. Try Me (Single Version) – 3:08
5. Sidewinder – 6:56
6. Out of Sight – 2:38
7. Maybe the Last Time – 5:14
8. Every Beat of My Heart – 5:02
9. Hold It – 4:38
10. A Song for My Father, Pt. 1 – 2:18
11. A Song for My Father, Pt. 2 – 1:48